# Heinrich von Gagern
Heinrich Wilhelm August Freiherr (baron) von Gagern (né le 20 août 1799 à Bayreuth - mort le 22 mai 1880 à Darmstadt) est un homme politique libéral allemand. Il est considéré comme un des pères de l'Unité allemande.

## Biographie
Heinrich est un des sept enfants du diplomate Hans Christoph Ernst von Gagern (1766-1852), serviteur du prince d'Orange-Nassau (devenu roi Guillaume Ier des Pays-Bas) et envoyé de ce dernier au congrès de Vienne. Après avoir fait ses classes à Munich en 1814, Heinrich von Gagern entre au service militaire du prince d'Orange-Nassau et participe à la campagne d'Allemagne et à la bataille de Waterloo dans le camp des Alliés. Il fait ensuite des études de droit (1816-20) et devient un haut fonctionnaire du grand-duché de Hesse.
Élu à la chambre des députés de cet État en 1832, il rejoint le camp libéral, défendant les libertés fondamentales et une lecture parlementariste de la constitution contre le gouvernement conservateur, ce qui l'amène à quitter le service de l'État dès l'année suivante. Il gagne dès lors sa vie comme propriétaire terrien et comme écrivain politique. Dans la seconde moitié des années 1840, il appartient au cercle des hommes politiques libéraux du sud-ouest de l'Allemagne dirigé par Johann Adam von Itzstein.
Von Gagern fait son véritable retour en politique à l'occasion de la révolution de Mars. Dès l'annonce de la chute de la monarchie en France, il présente une motion à la seconde chambre de Hesse-Darmstadt pour demander la convocation d'un parlement national allemand (27 février 1848). Figure prééminente du Parlement de Francfort, dont il est le premier président, il y défend l'option monarchiste et prussophile de la solution petite-allemande, à laquelle se rallie la majorité libérale modérée. Mais l'opposition croissante des radicaux, contre lesquels il refuse l'adoption du suffrage universel, et le refus de la couronne impériale par le roi Frédéric-Guillaume IV de Prusse font échouer sa politique. Il démissionne en mai 1849 mais continue à soutenir la politique unioniste de la Prusse. En 1850, il prend part, avec le grade de major, à la première guerre des duchés au Schleswig.
De 1864 à 1872, il est l'ambassadeur du grand-duché de Hesse en Autriche.

## Frères
Outre Heinrich, deux autres fils de Hans von Gagern se sont illustrés dans le domaine politique ou militaire, particulièrement pendant la révolution de Mars :
- Le général Friedrich von Gagern (de) (1794-1848), qui s'est battu du côté néerlandais lors de la révolution belge de 1830 et qui fut tué lors de la bataille de Kandern contre les franc-tireurs de Friedrich Hecker ;
- Maximilian von Gagern (de) (1810-1889), membre du Parlement de Francfort comme Heinrich, dont il suivit les choix politiques. Sous-secrétaire d'État aux Affaires étrangères de l'archiduc Jean, il se distingua de ses aînés par sa conversion au catholicisme.